# Obriomorpha triangulifera
Obriomorpha triangulifera is een keversoort uit de familie boktorren (Cerambycidae). De wetenschappelijke naam van de soort en van het geslacht Obriomorpha is voor het eerst geldig gepubliceerd in 1917 door Christopher Aurivillius.
De soort werd door Eric Mjöberg ontdekt in Yarrabah, Queensland (Australië).